# Excerpta latina barbari

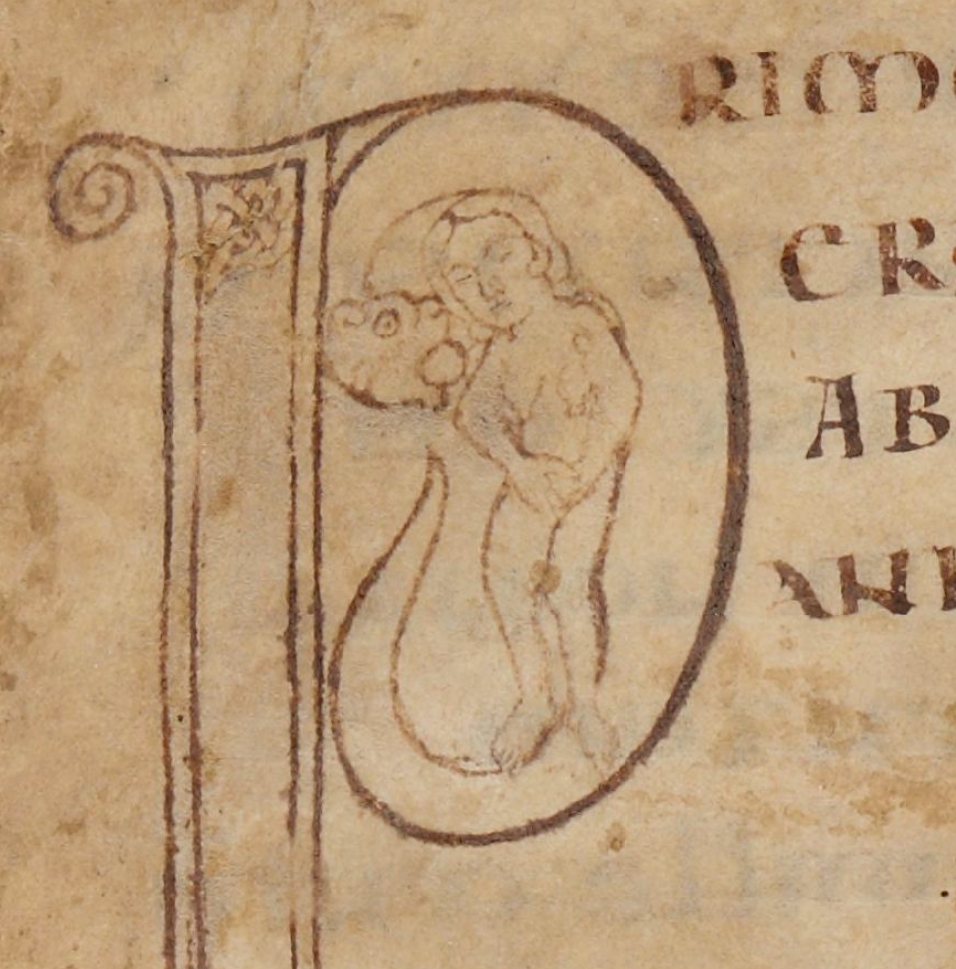
Eva tentada por la serpiente: Letra historiada del inicio del Excerpta Latina Barbari

La Excerpta latina barbari (a veces llamada simplemente Excerpta barbari) es una crónica universal en latín conservada en un manuscrito de la Biblioteca Nacional de Francia. El texto latino, escrito por un autor merovingio desconocido a mediados del siglo VIII, es una traducción de un original griego de finales del siglo V o principios del VI.

## Descripción
El texto de Excerpta latina barbari es una traducción latina de una crónica griega, variante de la Crónica universal alejandrina compuesta en Alejandría durante el reinado del emperador romano de oriente Zenón o de su sucesor Anastasio I. Actualmente se cree que, en base al contenido de la segunda parte de esa obra, el autor alejandrino se basó principalmente en la Crónica perdida de Sexto Julio Africano. Se desconoce cómo dicho texto llegó al reino merovingio, pero la versión latina del mismo fue traducido dos siglos y medio después por un autor anónimo (c. 750).
La Excerpta Latina Barbari debe su nombre a los frecuentes errores de traducción que evidenciaba la escasa formación del autor tanto en griego como en latín. Junto a estos errores, el traductor introdujo algunas modificaciones respecto del original, en particular, vinculando la dinastía merovingia a los reyes de Troya. Una invención que también se encuentra en el Liber historiae Francorum y en la Crónica de Fredegario.
La crónica contiene dos secciones principales: (a) la historia del mundo desde la creación hasta Cleopatra y (b) una lista de reyes o gobernantes desde Asiria hasta los cónsules de Roma (incluyendo la dinastía ptolemaica, una lista titulada "sumos sacerdotes y reyes de los judíos" y una entrada para los monarcas macedonios). Las listas reales comienzan con la inclusión de algunos reyes mitológicos, por ejemplo, Menelao es considerado un rey histórico de Esparta.
El manuscrito se encuentra actualmente en la Biblioteca Nacional de Francia con el número de catálogo París. lat. 4884 y accesible en línea. Dicho manuscrito es copia del original y fue escrito en la abadía de Corbie a mediados del siglo VIII.  En décadas posteriores, un bibliotecario escribió (en minúscula carolina) el título erróneo Cronica Georgii Ambianensis episcopi. Este manuscrito que formó parte de la biblioteca del humanista francés Claude Dupuy fue legado a la Biblioteca Real por su hijo Jacques a su muerte en 1656. El texto fue publicado por primera vez en Leiden en 1606 por Joseph Justus Scaliger en su Thesaurus temporum Eusebii.